# Nhandu cerradensis

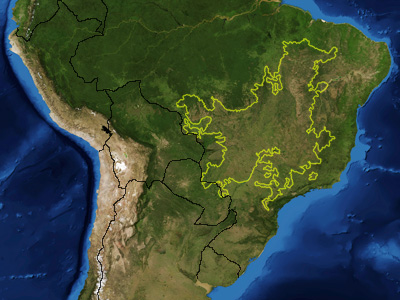
Die Cerrados in Brasilien. Nach dieser Gegend sind die Tiere benannt.

Nhandu cerradensis ist eine brasilianische Vogelspinnenart. Sie wurde 2001 durch den brasilianischen Arachnologen Rogério Bertani beschrieben. Es handelt sich um eine bodenbewohnende Vogelspinne aus der Unterfamilie der Theraphosinae.

## Verbreitung
Die Spinnen kommen in den Cerrados, savannenartigen Landschaften in Brasilien, vor. Von dieser Bezeichnung wurde der Artname abgeleitet. Die gefundenen Tiere stammen vom zentralen bis zum nördlichen Teil des Bundesstaates Goiás.

## Merkmale
Die Spinne hat eine dunkle, grauschwarze Grundfärbung mit auffälligen weißen Querstreifen über den Beinen. Die Haare bei den Rändern des Carapax und die längeren Haare auf dem Opisthosoma und den Laufbeinen sind bräunlich gefärbt.
Zu der Unterscheidung zu anderen Arten in der Gattung Nhandu gehört, dass die Weibchen eine kleinere Spermathek besitzen als Nhandu coloratovillosus und Nhandu tripepii. Sie haben auffällige weiße Ringe bei den Beinen. Die Männchen haben im Gegensatz zu Nhandu carapoensis Tibiaapophysen.